# Maut zu Karlstein
Die Maut zu Karlstein war eine Felsenburg im Bad Reichenhaller Ortsteil Karlstein im Landkreis Berchtesgadener Land in Bayern. Der Burgstall ist unter der Nummer D-1-8243-0135 als Bodendenkmal und der Bezeichnung „Burgstall und abgegangene Mautstation des hohen Mittelalters ("Maut zu Karlstein")“ in die Bayerische Denkmalliste eingetragen.

## Geografische Lage

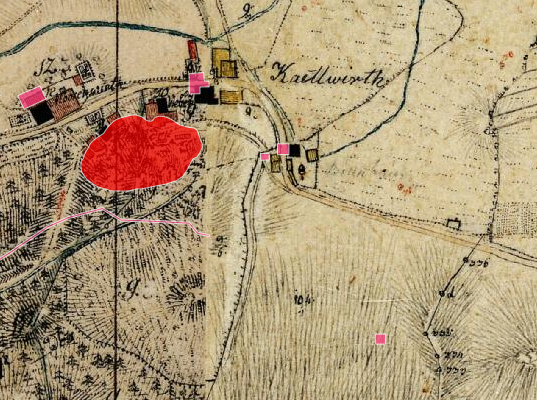
Lageplan der Maut zu Karlstein auf dem Urkataster von Bayern

Die Maut zu Karlstein befand sich auf einem 530 Meter hohen Felssporn oberhalb der Staatsstraße 2101 in unmittelbarer Nähe des späteren Gasthofes Kaitl und des heutigen Kugelbachwegs.

## Geschichte
Es ist ungeklärt, wann die Maut zu Karlstein entstanden ist. Sichergestellt ist, dass die befestigte Anlage im Hochmittelalter den Peilsteinern auf der Burg Karlstein als Mautstation diente. Die Maut zu Karlstein befand sich oberhalb der heutigen Staatsstraße 2101, deren Verlauf schon in der Bronzezeit weitverzweigte Handelswege folgten. Die Peilsteiner konnten so von Händlern und Säumern auf dem Weg von und nach Reichenhall Maut erheben. Mit dem Verschwinden der Peilsteiner 1218 wurde vermutlich auch die Maut zu Karlstein aufgelassen. Durch umfangreiche Bebauungen im 17. Jahrhundert im Zuge der Errichtung der Soleleitung von Reichenhall nach Traunstein ist die genaue Größe der Anlage heute nicht mehr nachvollziehbar.

## Beschreibung
Bei der Maut zu Karlstein handelte es sich um eine befestigte Anlage auf einem Felssporn. Der Zugang erfolgte über die nordwestliche Ecke des Bauwerks, die man vermutlich nur zu Fuß und über eine sechs Meter lange Holzbrücke erreichte. Ob die östlichen Flächen ebenfalls von der Mautstation genutzt wurden, ist durch die umfangreiche Bautätigkeit im 17. Jahrhundert heute nicht mehr nachzuvollziehen, jedoch wird auf einer Anhöhe eine Vorburg vermutet.

## Sonstiges
Die Maut zu Karlstein ist eine Station auf dem Reichenhaller Burgenweg. Dieser knapp 30 km lange Rundwanderweg führt zu 17 Burgen, Schlössern und Befestigungsanlagen in Bad Reichenhall und den umliegenden Gemeinden.